# Dream Wife (album)
Dream Wife è il primo album in studio del gruppo musicale britannico omonimo, pubblicato il 26 gennaio 2018 dalla Lucky Number Music.

## Tracce
Testi e musiche di Rakel Mjöll Leifsdóttir, Alice Gough e Isabella Podpadec.
1. Let's Make Out – 2:55
2. Somebody – 3:29
3. Fire – 3:32
4. Hey Heartbreaker – 3:20
5. Love Without Reason – 3:18
6. Kids – 3:59
7. Taste – 2:46
8. Act My Age – 2:21
9. Right Now – 2:28
10. Spend the Night – 2:39
11. F.U.U. (feat. Fever Dream) – 3:50